# Monsieur Tranquille – Faut pas m'chercher
Albums de Monsieur Tranquille
Monsieur Tranquille – Superstar
(1977)
Singles
1. Madame Thibault / Faut pas m'chercher
Sortie : 1977
2. Madame Thibault (version disco) / Madame Thibault (version disco) (Maxi)
Sortie : 1977

Monsieur Tranquille – Faut pas m'chercher est un album de chansons de Monsieur Tranquille, commercialisé en 1977.
Il s'agit du tout premier album de Monsieur Tranquille, il porte le numéro de catalogue Totem MT-14001.
La marionnette Monsieur Tranquille est un personnage de la série télévisée québécoise pour enfants Patof voyage.  Elle est animée par Roger Giguère, qui lui prête également sa voix.

## Composition
Le titre Faut pas m'chercher est une version solo d'un duo avec Patof, paru initialement sur l'album Super Patof en 1976. Cette nouvelle version comprend de nouvelles paroles.

## Réception
L'album fait son entrée sur les palmarès de vente le 5 mars 1977 et s'empare de la 3e place.
Il demeure dans le Top 30 pendant 12 semaines et le 1er septembre 1977, il est certifié or (50 000 copies vendues).
Le 27 février 1977, lors de l'enregistrement du dernier épisode de Patof voyage, un disque d'or a été remis à Roger Giguère pour le simple Madame Thibault.

## Titres
| 1. | Madame Thibault          | Pierre Laurendeau, Jerry Devilliers, Claude Leclerc, Louise Dussault | 3:11 |
| 2. | Ça va pas dans l'soulier | Pierre Laurendeau, Jerry Devilliers, Claude Leclerc, Louise Dussault | 3:57 |
| 3. | Monsieur Tranquille      | Pierre Laurendeau, Jerry Devilliers, Claude Leclerc, Louise Dussault | 5:45 |
| 4. | Danger                   | Pierre Laurendeau, Jerry Devilliers, Claude Leclerc, Louise Dussault | 3:12 |
| 5. | Santa Lucia              | Adapt. Pierre Laurendeau, Jerry Devilliers                           | 3:16 |

| 6.  | Alors on m'cause    | Pierre Laurendeau, Roger Giguère                                     | 3:27 |
| 7.  | Les monstres        | Pierre Laurendeau, Jerry Devilliers, Claude Leclerc, Louise Dussault | 3:22 |
| 8.  | Farnande            | Pierre Laurendeau, Jerry Devilliers, Claude Leclerc, Louise Dussault | 3:27 |
| 9.  | Faut pas m'chercher | Pierre Laurendeau, Pete Tessier, Claude Leclerc                      | 3:01 |
| 10. | Le poème            | Pierre Laurendeau, Claude Leclerc                                    | 3:04 |

## Crédits
- Arr. Orch. : Jerry Devilliers
- Production : Pierre Laurendeau
- Graphisme : Roger Belle-Isle
- Photographie : Daniel Poulin